# Église Saint-Pierre de Nadaillac-de-Rouge
L'église Saint-Pierre de Nadaillac-de-Rouge est une église catholique située à Nadaillac-de-Rouge, dans le département français du Lot en France.

## Historique
L'église a été construite à partir de 1400 par le baron Étienne de Nadaillac. C'est alors la chapelle du château de Nadaillac-de-Rouge situé à côté avant de devenir église paroissiale.
On peut y voir des clefs de voûte aux armes des Pouget et une aux armes des Gontaut-Biron. Les armes des Pouget ont dû être sculptées après le mariage de Guillaume du Pouget, bourgeois et consul de Gourdon, avec Allemande de La Manhanie, avant 1445, qui lui apporte la seigneurie de Nadaillac. Les Gontaut ne semblent pas être présents à Nadaillac.
L'église est brûlée pendant les guerres de religion. Elle a dû être plusieurs fois réparée.
L'église est restaurée en 1885 et on lui ajoute la chapelle dédiée à saint Pierre. Les voûtes de la nef ont des voûtains en brique est sont du XIXe siècle. Il est possible que les clefs armoriées aient été mises en place au cours de cette restauration.

## Protection
L'édifice a été classé au titre des monuments historiques le 9 août 1930.
Plusieurs objets sont référencés dans la base Palissy.